# Jazz Mama
Jazz Mama es una película congoleña de Petna Ndaliko-Katondolo  - cineasta, coreógrafo, bailarín y activista - estrenada en 2010. 
Rodada en las calles de Kinshasa con el apoyo de la embajada de Francia y la Organización Internacional de la Francofonía (OIF), la película inicialmente tenía otro título, Jaz (z) para Mamba.
El papel principal de la película, tanto documental como ficticio, es interpretado por Ornella Mamba.

## Sinopsis
Jazz Mama muestra a las mujeres congoleñas, valientes y trabajadoras a pesar de las vicisitudes y caprichos de la vida. Si bien la violencia sexual sigue siendo un problema preocupante, estas mujeres a menudo no son víctimas, sino pilares de la sociedad. 

## Ficha técnica
- Dirección: Petna Ndaliko-Katondolo
- Producción: Alkebu Film Productions
- Imagen: Petna Ndaliko
- Edición: Petna Ndaliko

## Premios
Jazz Mama ha sido presentado en numerosos festivales en África, Europa y América del Norte.
- 2011 : La película se presentó en la selección oficial del Festival de Cine Global Wake Up en Chicago .
- 2011 : La película fue nominada en el Festival de Cine Panafricano en Los Ángeles, en la categoría "Mejor documental".[5]